# Universidade Gakushuin

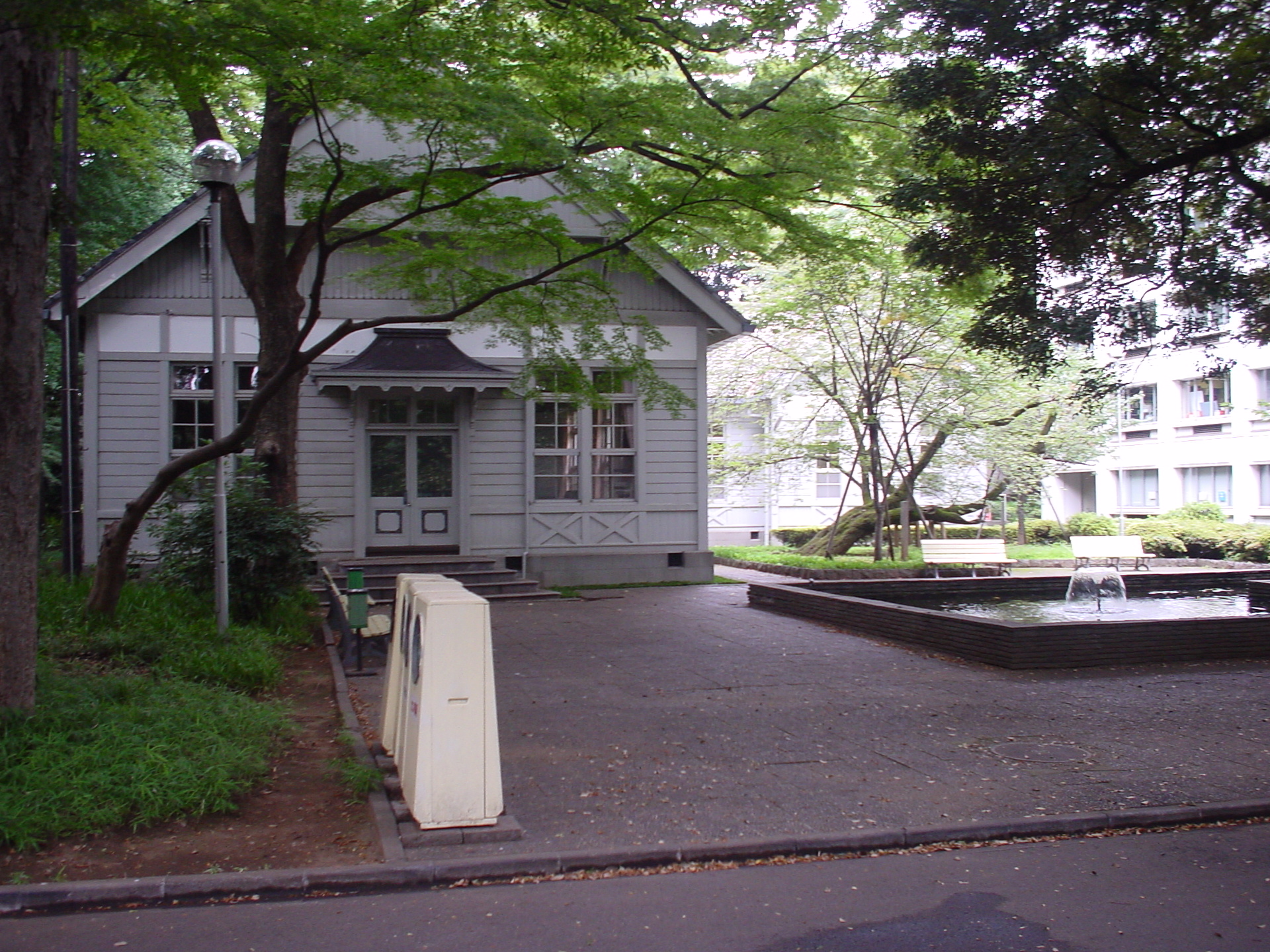
Museu Universitário de História, de Gakushuin.

A Universidade de Gakushuin (学習院大学 Gakushūin Daigaku) é uma instituição educacional no bairro de Toshima, em Tóquio. Foi estabelecida depois da Segunda Guerra Mundial, como uma filial da Corporação da Escola Gakushuin, a sucessora privatizada da original Escola de Pares do Reino, que tinha sido criada na Era Meiji para educar filhos de nobreza japonesa.

## Faculdades
- Faculdade de Direito
- Faculdade de Economia
- Faculdade de Letras
- Faculdade de Ciência

## Alunos famosos
- Hirohito, 124° Imperador do Japão
- Akihito, 125° Imperador do Japão.
- Naruhito, filho mais velho do Imperador Akihito
- Sayako Kuroda, a única filha do Imperador Akihito.
- Hayao Miyazaki, co-fundador do estúdio de animação e companhia de produção Estúdio Ghibli.
- Yoko Ono, artista musical e viúva de John Lennon.
- Taro Aso, político.
- Marina Inoue, dubladora e cantora.
- Tetsuya Kakihara, dublador que é afiliado com 81 produtos.